# Boleszewo

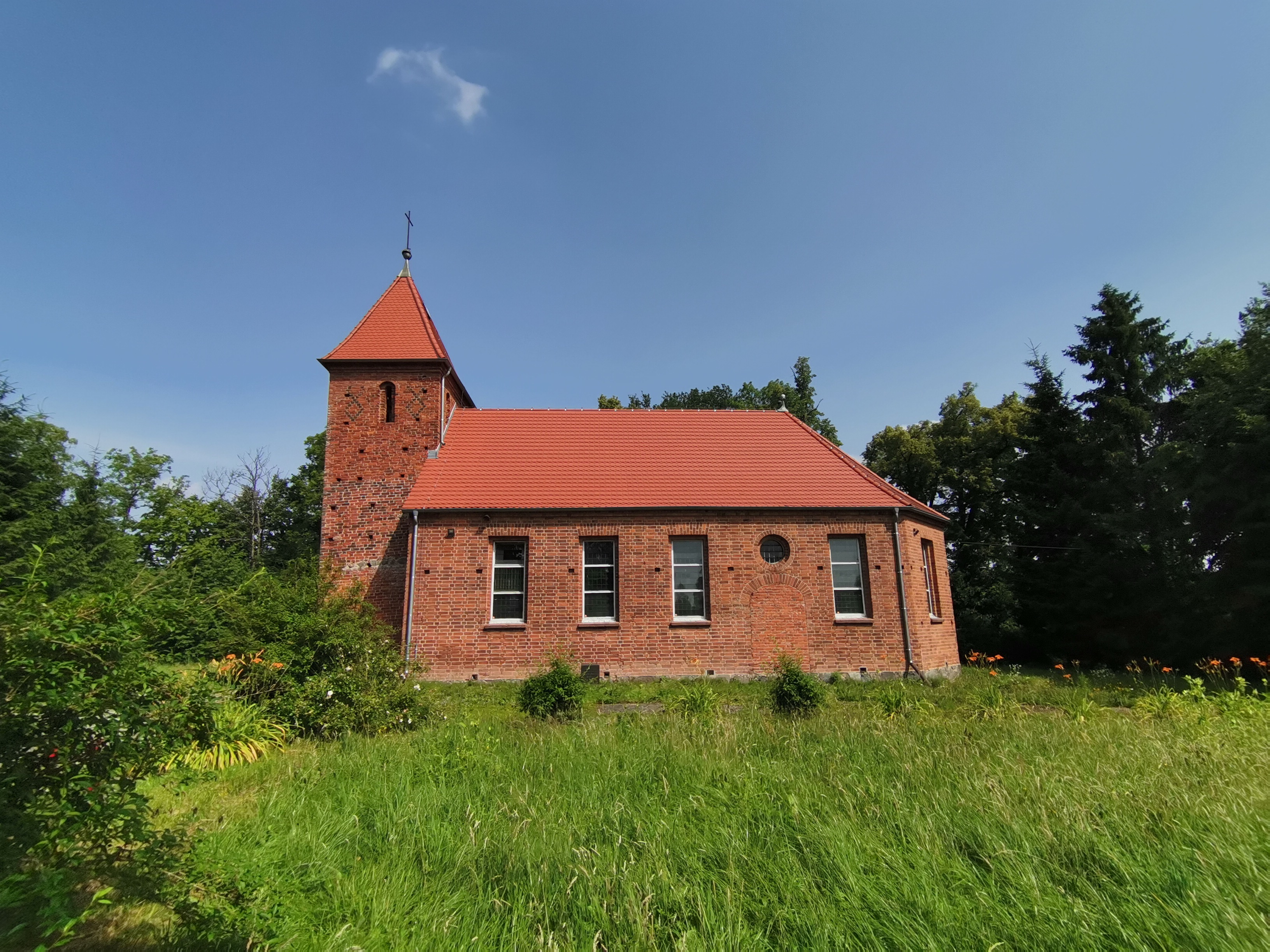
Boleszewo – kościół

Boleszewo (niem. Rötzenhagen) – wieś w Polsce położona w województwie zachodniopomorskim, w powiecie sławieńskim, w gminie Sławno.
Przy trasie linii autobusu szynowego Sławno - Darłowo z przystankiem Boleszewo, który jest czynny w lato od końca czerwca do początku września.
Wieś jest oddalona od miejscowości Sławno o około 6 km i o 18 km od wybrzeża Bałtyku. Sąsiednie miejscowości to Słowino (gmina Darłowo) Karwice (gmina Malechowo) i Stary Jarosław (gm. Darłowo). To najdłuższa wieś (około 9,5km) w gminie, która ma około 9,5 km długości. Przez wieś przepływa rzeka Moszczenica.
W latach 1954–1959 wieś należała i była siedzibą władz gromady Boleszewo, po jej zniesieniu w gromadzie Sławno. 

## Historia
Pierwsza wzmianka o Boleszewie pojawia się w 1575 roku, kiedy książę Jan Fryderyk potwierdza Cesarzowi Paulowi, Joachimowi i Hansowi Natzmer ich posiadłość, powołując się na dokument z 1512r. Potwierdzający von Natzmerom własność w Boleszewie. Na podstawie tych dokumentów można stwierdzić, że wieś miała metrykę średniowieczną: powstała w okresie kolonizacji niemieckiej około 1330r. Świadczy o tym pośrednio charakterystyczny układ przestrzenny w formie rozległej rzędówki.
Z czasem Boleszewo przekształciło się w wieś majątkową. Majątki A, B i C należały do Natzmerów. W XVIII i XIX wieku często zmieniały właścicieli. Majątki B i C w początkach XX wieku przekształciły się w duże gospodarstwa chłopskie. Najdłużej, bo do roku 1935 przetrwał majątek A. Obok majątków istniała także wieś chłopska.
W XIX wieku powstały: kolonie Łany (niem. Grünheide) i Granicznik (Grenzhof).
W 1818 roku wieś liczyła 242 mieszkańców, w 1864 -568. w 1895 – 526, w 1905 - 576, w 1939 - 483. Liczba gospodarstw w 1895 wynosiła 99, w 1925 - 104, a w 1939 - 111. Powierzchnia wsi w 1939 roku to - 1085 ha. W 1939 roku we wsi było 8 gospodarstw o powierzchni do 2 ha, 24 - od 2 do 10 ha, 29 - od 11 do 20 ha, 7 - od 21 do 30 ha. 6 od 31 do 49 ha, 2 - od 50 do 60 ha i l powyżej 150 ha.
W 1939 roku obok 3 właścicieli ziemskich mieszkało we wsi 61 gospodarzy - chłopów, 19 robotników najemnych (wśród nich Polacy), 3 pracowników leśnych, 8 rzemieślników, 2 nauczycieli. W wiosce był punkt pocztowy, sklep, przedstawicielstwo banku Reiffeisenbank, piekarnia, 2 młyny (kaszarnia na terenie dzisiejszych Łanów) i gospoda, wiatrak oraz piekarnia. Boleszewo miało swój samorząd gminny. Działały związki i stowarzyszenia, m. In. stowarzyszenie gimnastyczne „Germania", amatorska straż pożarna, stowarzyszenie młodych kobiet oraz weteranów wojennych.
Od 1878 roku przez wieś przebiega linia kolejowa Sławno - Darłowo. W Boleszewie był przystanek, a następnie powstał niewielki dworzec. Od niedawna pociąg na tej trasie – mimo przeprowadzonego remontu torów – przestał kursować. W 2017 roku autobus szynowy kursował od 24 czerwca do 3 września.
W 1939r. zgodnie ze spisem Boleszewo było miejscowością typowo rolniczą (bardzo dobre ziemie I,II,III klasy): 61 gospodarzy, 19 robotników rolnych, 3 robotników leśnych, 8 rzemieślników, 2 nauczycieli, funkcjonowała gospoda.

## Dawne i obecne elementy wsi
- Kościół – Kościół filialny p.w. Najświętszego Serca Jezusowego zlokalizowany jest w centralnej części wsi. Jest to obiekt kilkufazowy – pierwszy budynek został wzniesiony przypuszczalnie na przełomie XIV/XV w., zachowana murowana z cegły i kamienia wieża pochodzi z około 1500 r. Na miejscu pierwotnego kościoła wybudowano nową budowlę o konstrukcji ryglowej która przetrwała do 1915 r. Na jej obrysie wzniesiono murowany kościół, w którym zachowało się historyczne wyposażenie z XIV, XV i XVI w. Do wyposażenia należy renesansowa ambona oraz Grupa Ukrzyżowania. Na chórze znajdują się organy piszczałkowe o trakturze pneumatycznej zbudowane najprawdopodobniej pomiędzy 1915 a 1918 rokiem przez organmistrza Paula Voelknera. Patronat nad kościołem sprawowali właściciele majątku. Od czasów reformacji do 1945r. ta protestancka świątynia podlegała parafii w Rzyszczewie, dlatego we wsi nie było gospodarstwa parafialnego. Perełkę stanowi płaskorzeźba dłuta Wilhelma Grossa, niemieckiego artysty, urodzonego w Sławnie, który wykonał ją na zlecenie właścicieli majątku rodziny Wally. Płaskorzeźba przedstawia Chrystusa błogosławiącego żniwiarzy. Płaskorzeźba znajduje się nad drzwiami do zakrystii. Po wojnie kościół przejęty został przez katolików. Poświęcony został 8 maja 1947 roku. Obiekt wraz z historyczną nekropolią wpisany jest do rejestru zabytków[6] i wraz z cmentarzem objęty strefą "A" ochrony konserwatorskiej. Obecnie jest kościołem filialnym parafii w Słowinie.   Cmentarz – na historycznej działce kościelnej, odnotowany na historycznych mapach. Zachowany jest tylko jeden nagrobek z 1908 r. i 3 dęby, będące pomnikami przyrody.

- Zieleń komponowana
- Parki dworskie – przy niewielkiej skali folwarków trudno mówić o parkach, były to raczej ogrody (oznaczone na historycznych mapach).

- Przemysł, technika

Wiatrak – wzniesiony w 1901r., zlokalizowany po północnej stronie drogi (nieistniejący). Nieistniejąca kaszarnia – zlokalizowana w jednym z gospodarstw (kolonia Łany). Stacja kolejowa – przecinająca wieś w części środkowej, na mapie z końca XIX w. zaznaczony jest jedynie przystanek w Boleszewie, w latach 30 XX w. jest to już dworzec z dwoma peronami.
- Obiekty użyteczności publicznej Szkoła – wzniesiona przez mieszkańców wsi w latach 1926-27, po południowej stronie drogi (naprzeciwko kościoła). Szkoła wybudowana była wraz z placem sportowym i zabudowaniami gospodarczymi; do szkoły uczęszczało 70 dzieci. Ostatnim nauczycielem niemieckim był Erwin Beilfuss (uczył od 1924 do 1945 r.). Budynek funkcjonował jako placówka szkolna do 2013 roku. W ostatnim okresie istnienia szkoły, nadano jej nazwę im. Ofiar Katynia. W 2013 roku – pomimo remontu dachu, remontu parkingu i wybudowania przy niej placu zabaw dla dzieci – placówka została zlikwidowana przez Wójta Gminy Sławno, Ryszarda Stachowiaka[7]. Obecnie w budynku znajdują się mieszkania socjalne oraz filia przedszkola.[8]. Poczta – brak dokładniejszych informacji. Gospoda – potwierdzona w materiałach pisanych, powstała w budynku starej szkoły. Sala wiejska – dobudowana do gospody. Widoczna na mapie z lat 30 XX w. Plac sportowy – na północ od przejazdu kolejowego[9].

## Informacje turystyczne
Szlak „Skarby Ziemi Sławieńskiej” – szlak turystyczny (rowerowy, pieszy) przebiegający przez miejsca i miejscowości gminy Sławno oznaczone specjalnie przygotowanymi tablicami tematycznymi. Przebiega przez miejscowości: Boleszewo, Janiewice, Kwasowo, Noskowo, Pomiłowo, Rzyszczewo, Sławsko, Stary Kraków, Tychowo, Wrześnica, Żukowo.
Fragment Pomorskiej Drogi św. Jakuba na odcinku Sławsko-Sławno, Sławno-Boleszewo i Sławno-Kwasowo.